# Айия-Румели
Айи́я-Ру́мели, также Аги́я-Ру́мели (греч. Αγία Ρουμέλη) — деревня в Греции на юге острова Крит, на побережье Ливийского моря в 23 километрах к западу от Хора-Сфакиона, в 2 километрах от выхода из Самарийского ущелья. Входит в общину (дим) Сфакион в периферийной единице Ханье в периферии Крит. Население 57 жителей по переписи 2011 года. Для большинства туристов здесь заканчивается путь по Самарийскому ущелью. Из Айия-Румели организовано регулярное паромное сообщение до городов Лутро, Хора-Сфакион и Суйя. Автотранспортом в деревню добраться невозможно, сюда не проложены автодороги.
Старая часть деревни, Палеа-Айия-Румели (Παλαιά Αγία Ρουμέλη) расположена у самого выхода из национального парка «Самария». Когда-то здесь жило около 160 жителей, по данным переписи 2011 года Палеа-Айия-Румели необитаема. Большая часть из 130 домов верхней части деревни были разрушены при катастрофическом разливе реки в 1954 году.
По дороге из верхней части деревни в нижнюю, слева на горе видна интересная церквушка Святого Антония, расположенная в пещере.
В прибрежной части Айия-Румели имеется несколько таверн, гостиница и пансион. Айия-Румели славится чистотой пляжей.

## История
Считается, что деревня Айия-Румели построена на месте, где в V в. до н. э. находился город Тара (Τάρρα). Небольшой, однако автономный и широко известный, чеканивший свою монету. Своего расцвета город достиг во времена римского владычества.
К востоку от русла реки, в области Зеромури (Ζερομούρι), были проведены археологические изыскания, в ходе которых найдены сосуды и скульптуры эпохи эллинизма, украшения датированные IV веком до н. э., предметы римского периода. Заслуживает внимания и церковь Божьей Матери с мозаиками XV века, которая построена на остатках храма Артемиды. Возможно остатки стен храма были использованы для постройки церкви.
Во времена турецкого ига в Айия-Румели находились центральные военные склады повстанцев. В 1866 году три турецких военных корабля подвергли деревню бомбардировке в результате которой погибли женщины и дети ожидавшие эвакуации. В июле 1867 года Омер Лютфи-паша высадился здесь с 4000 войском и сжёг деревню, но не смог проникнуть в ущелье, где укрепились греки.
После окончательного подавления восстания в 1887 году, турки построили в деревне различные укрепления. Руины форта, который служил для контроля выхода из Самарийского ущелья, видны на двухсотметровом хребте с северной стороны Айия-Румели.

## Местное сообщество Айия-Румели
В местное сообщество Айия-Румели входит Палеа-Айия-Румели. Население 57 жителей по переписи 2011 года. Площадь 94,941 квадратных километров.
| Наименование      | Население (2011), человек |
| ----------------- | ------------------------- |
| Айия-Румели       | 57                        |
| Палеа-Айия-Румели | 0                         |

## Население
| Год  | Население, человек |
| ---- | ------------------ |
| 1991 | 57                 |
| 2001 | 119                |
| 2011 | ↘ 57               |

## Галерея

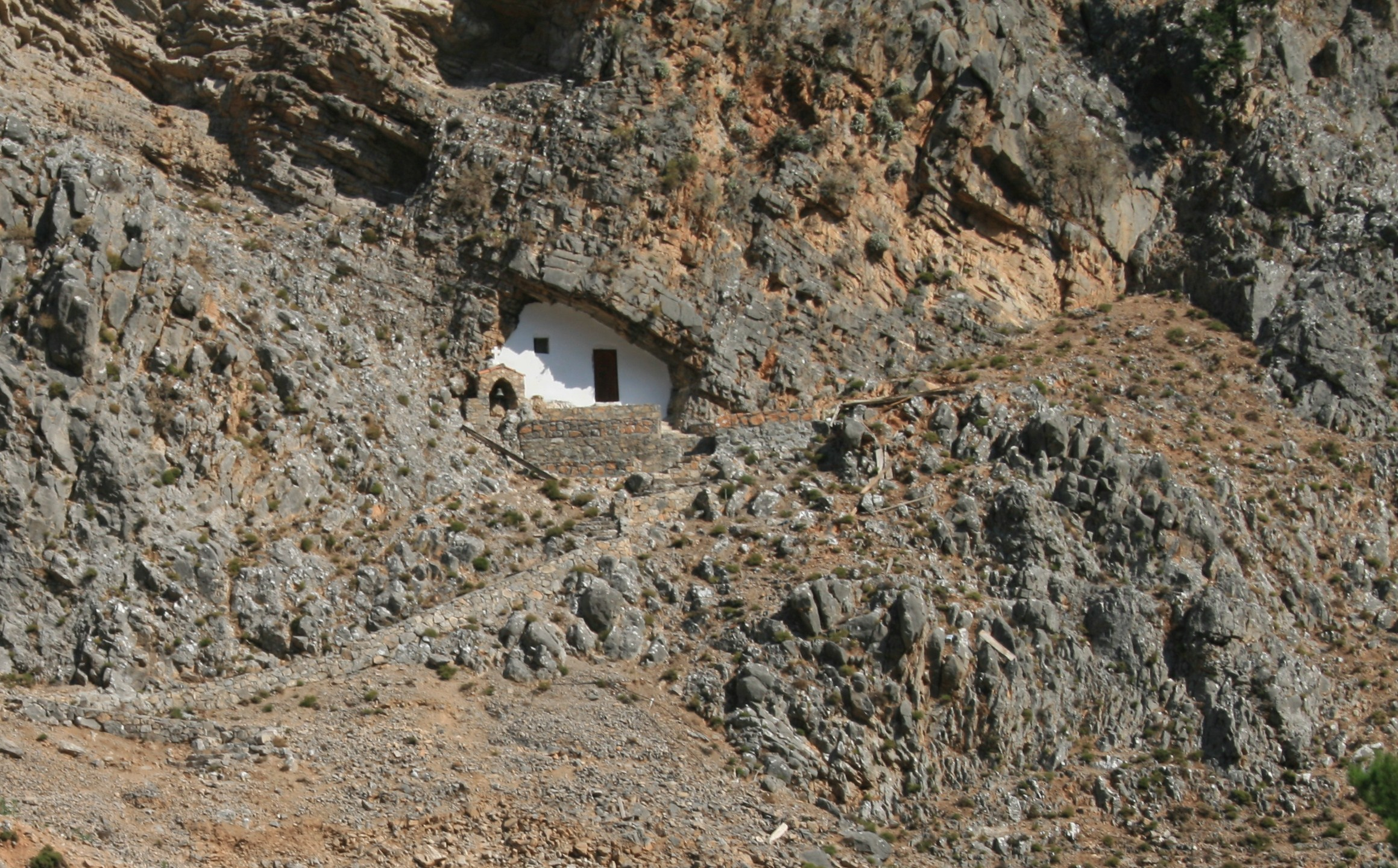
Пещерная церковь Святого Антония
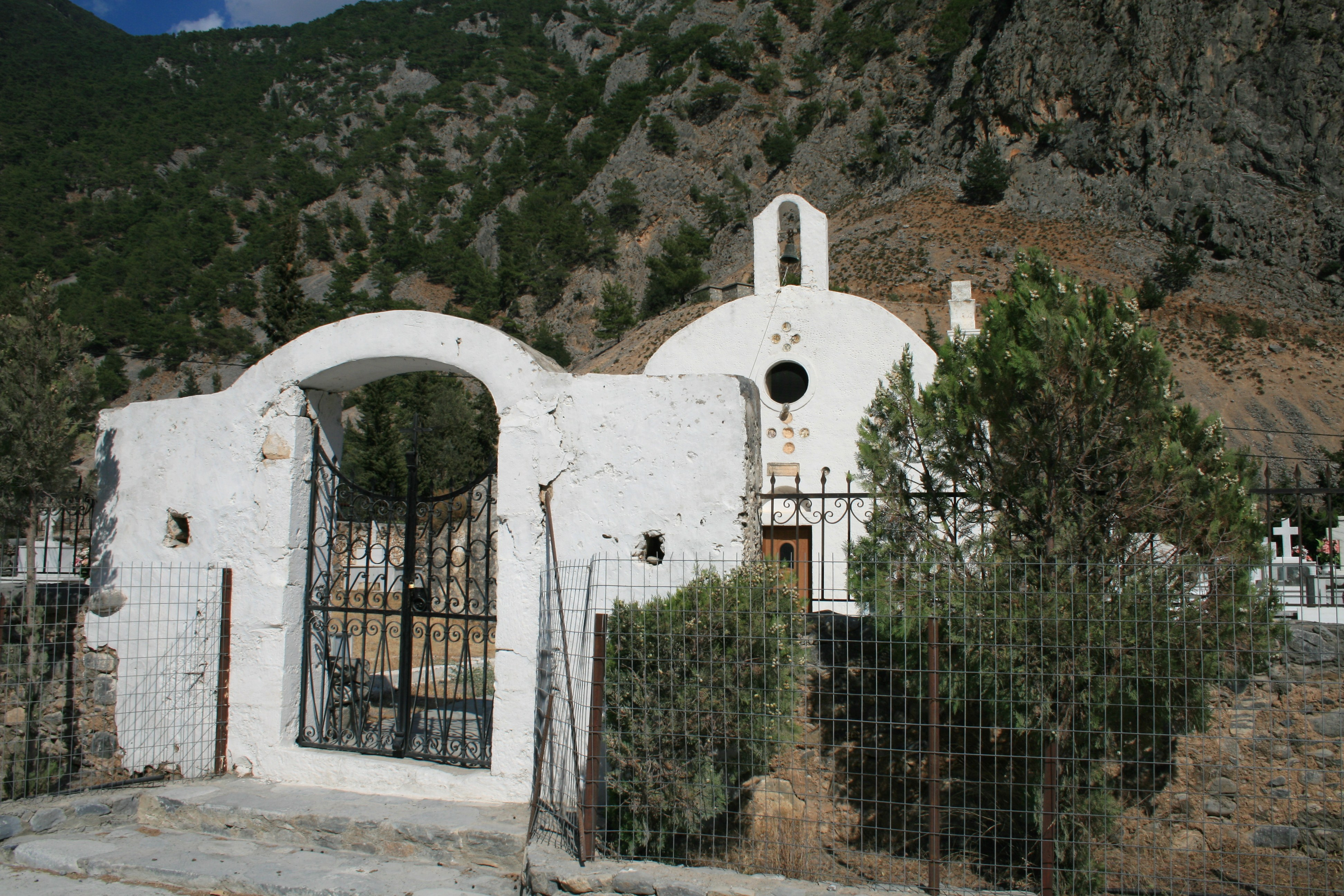
Церковь Святой Троицы на деревенском кладбище
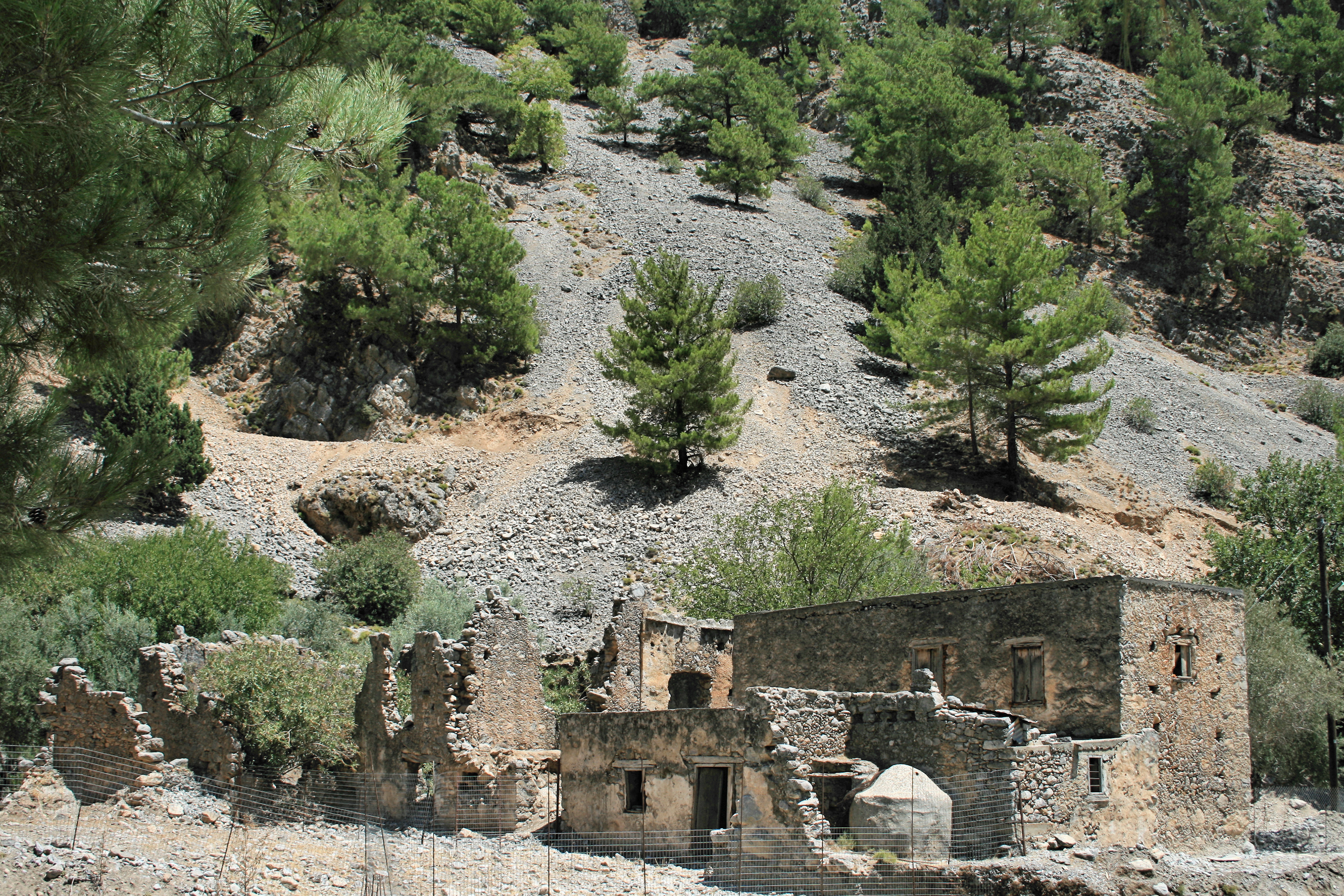
Руины старой части деревни
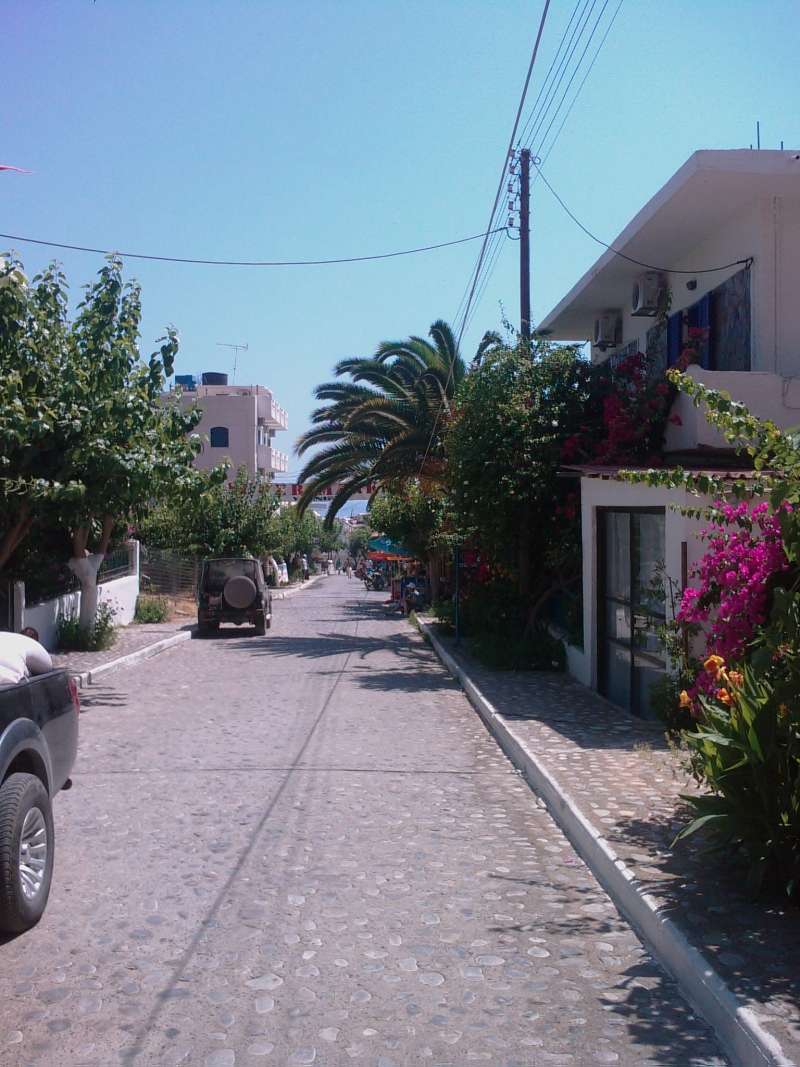
Улица в новой части деревни
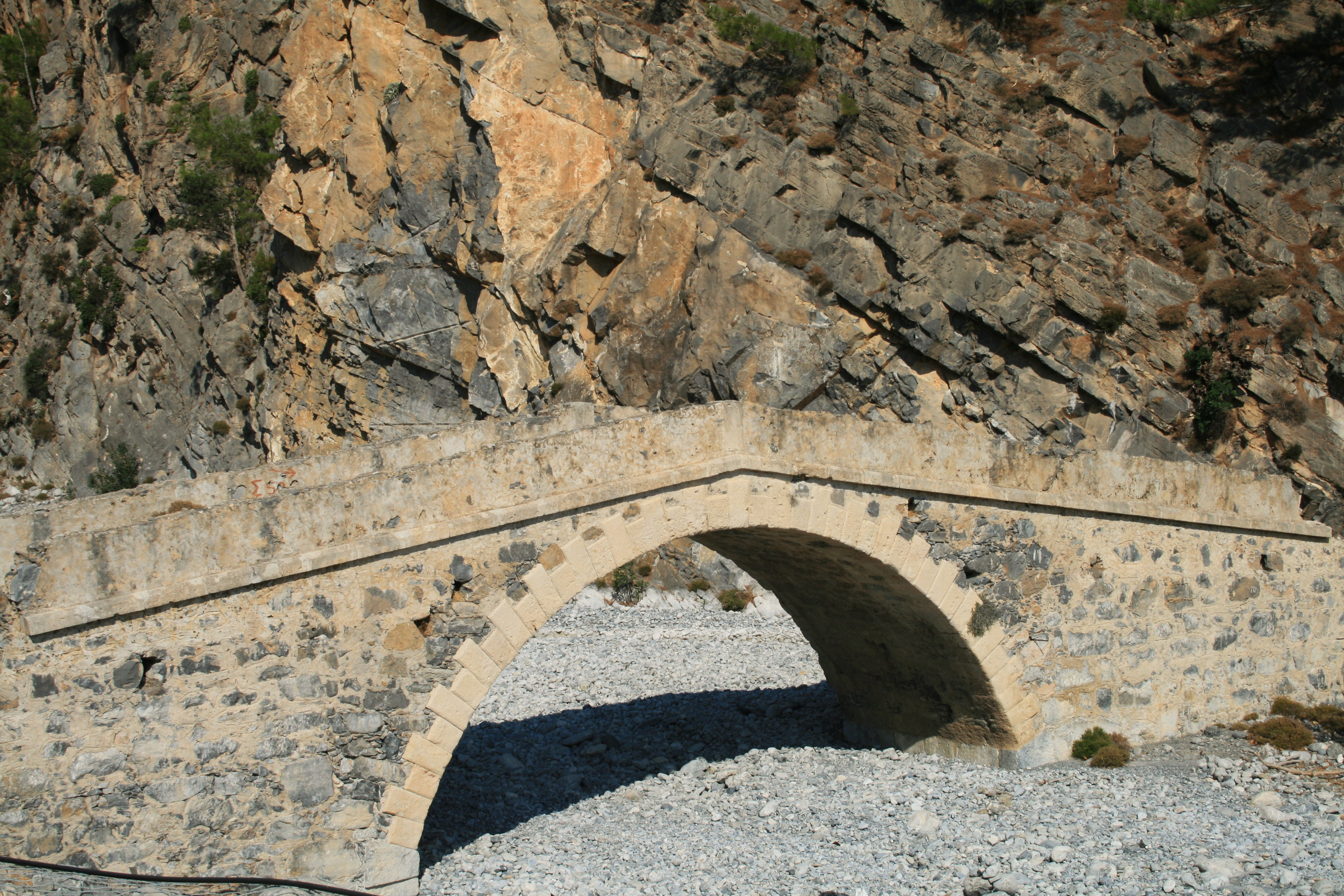
Один из двух каменных мостов (в настоящее время не используются, так как река изменила русло)
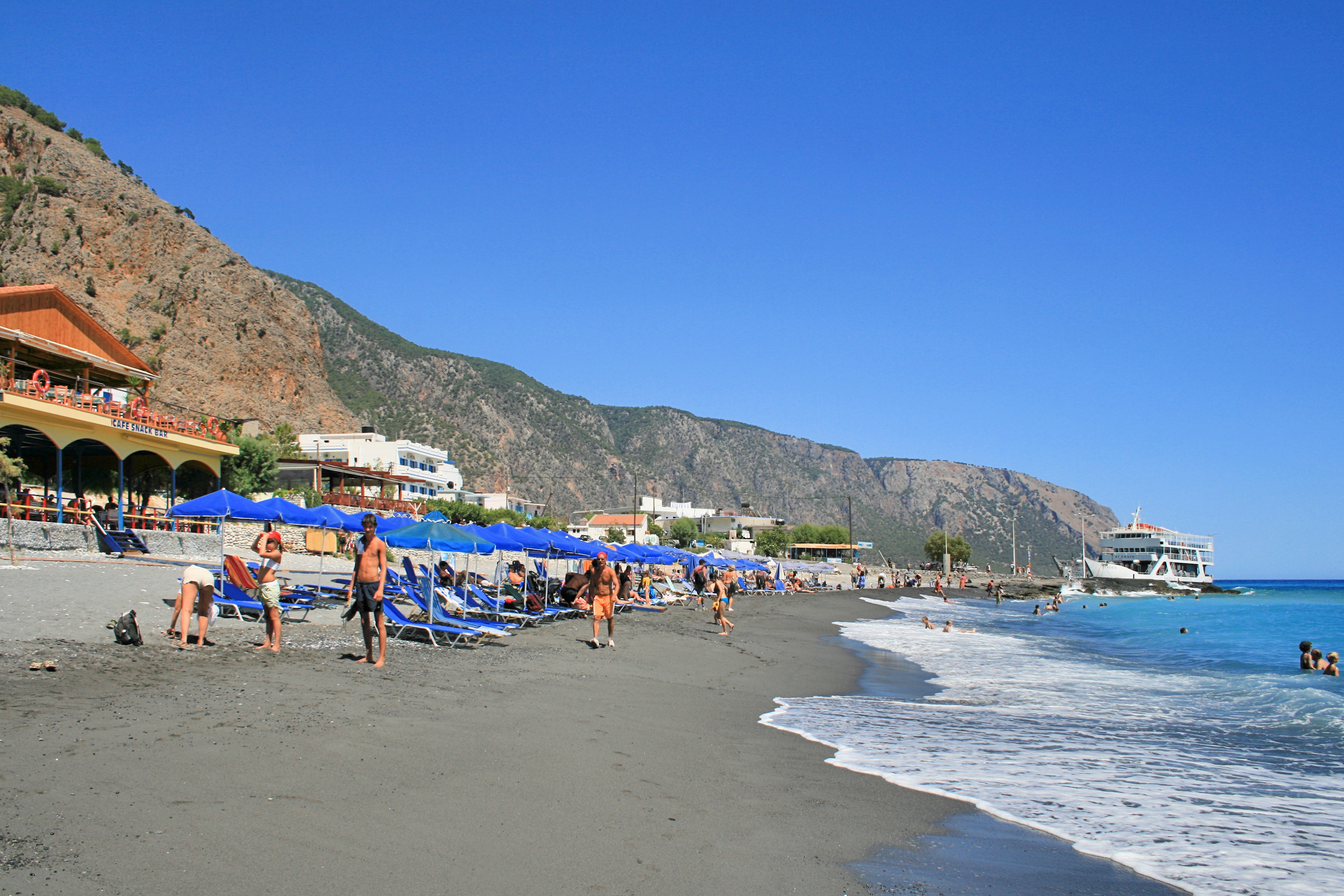
Пляж в деревне
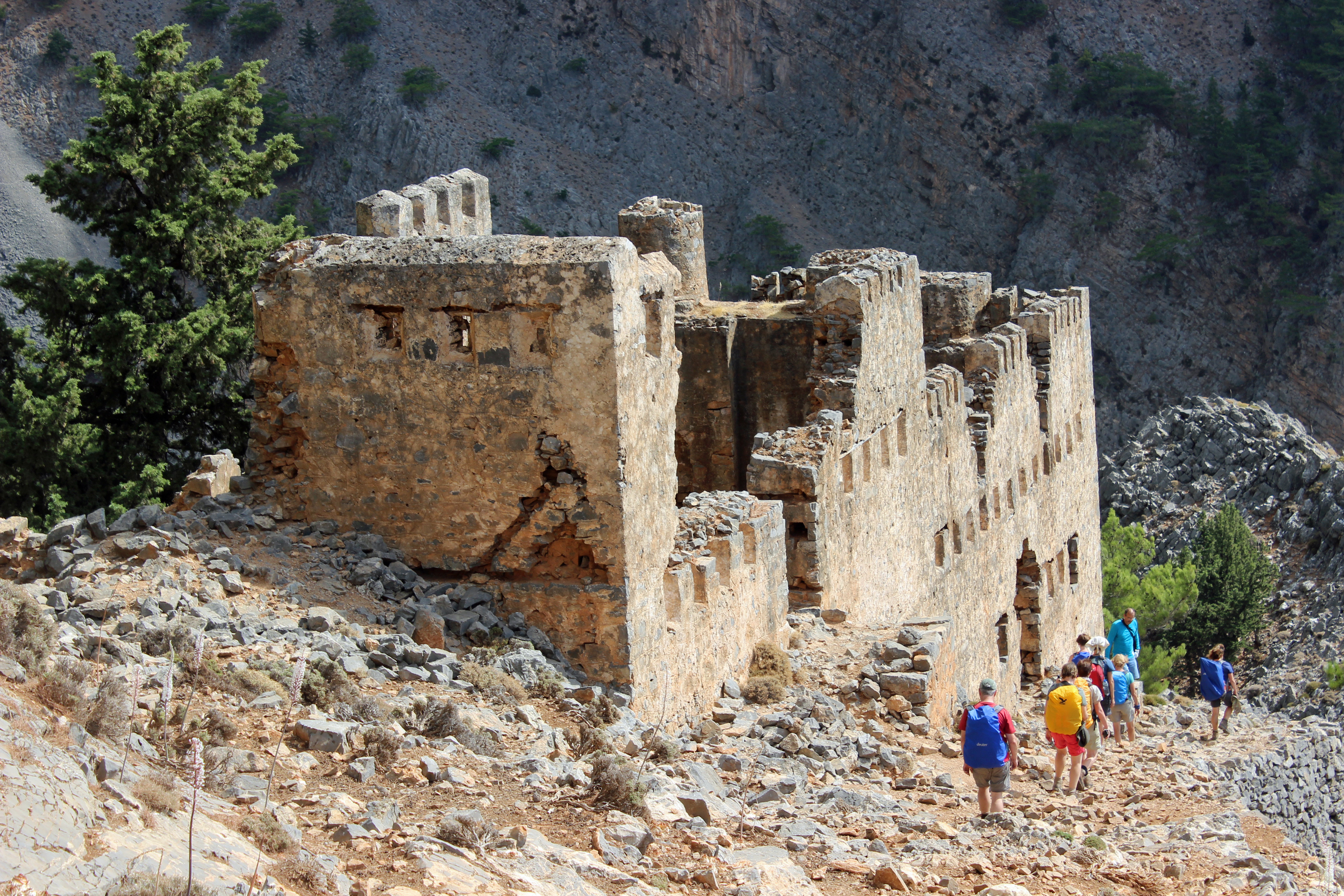
Руины турецкого замка, возвышающиеся над деревней
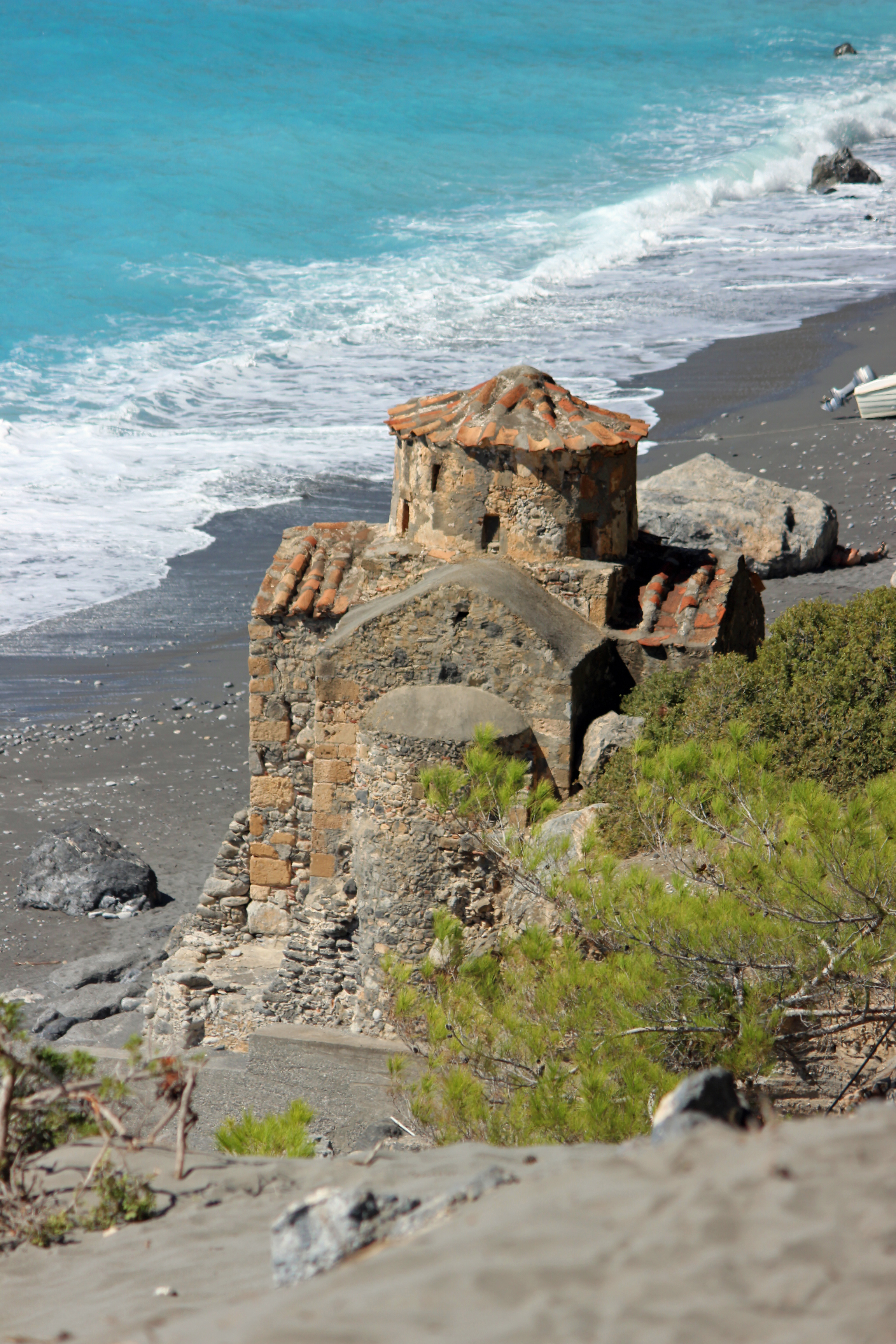
Церковь Святого Павла
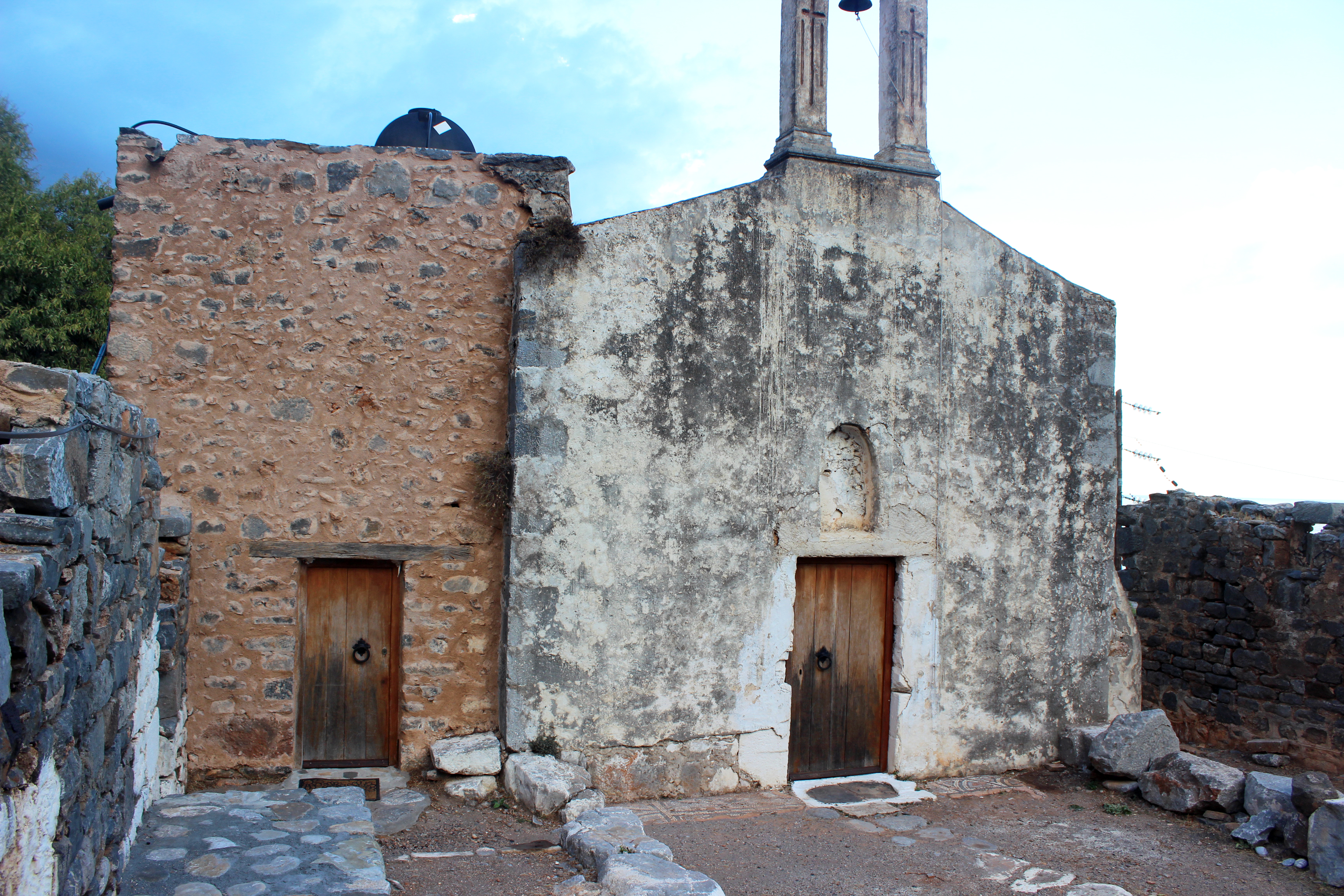
Византийская церковь Панагия Кера